# José Joaquín Veroes
El coronel José Joaquín Veroes (San Felipe, Capitanía General de Venezuela, 19 de marzo de 1789  - San Felipe, Estado de Venezuela, 8 de enero de 1855) fue un militar venezolano y prócer de la independencia suramericana.

## Biografía
Nacido en el cantón de San Felipe, Provincia de Venezuela, fue procreado por la esclava Antonia Veroes (o Berois) de origen africano nacida en Curazao y traída por el magistrado Agustín Rafael Álvarez de Lugo, abogado, político y justicia mayor de San Felipe, para realizar labores dentro de la casa.
Bajo el cuidado del Justicia Mayor, él joven José pudo asistir a la escuela elemental de los padres dominicos y adquirir conocimientos que luego le serían útiles en su vida. Teniendo alrededor de 16 años, se presentó el Jueves Santo de 1810 a la iglesia de San Felipe El Fuerte con una vestimenta que no le correspondían de acuerdo a la clase social a la que pertenecía, por lo que el hijo del Alférez Real de la ciudad le recriminó para que se la quitara de inmediato y José Joaquín Veroes le respondió con una bofetada. Esta situación le trajo como consecuencia la posibilidad de morir, por lo que huyó hasta llegar a El Tocuyo, actual Estado Lara.

### Actividad Militar
El 1 de mayo de 1810 fue reclutado como soldado del Ejército independentista, movimiento recién creado por la Junta Suprema de Caracas tras la renuncia forzada del Capitán General Vicente Emparan el 19 de abril del mismo año. Es así que raudamente interviene en la Campaña de Coro al mando del Marqués del Toro; combatió en las acciones de Pedregal, Sabaneta de Carapa, Cañizos, San Antonio y Chivacoa; el 1 de junio es ascendido a Cabo y el 7 de noviembre a Sargento. Participó en la Guerra a muerte y tomó parte en los combates de Los Taguanes el 31 de julio de 1813, Bárbula el 30 de septiembre y en Las Trincheras el 3 de octubre de 1813; donde derrotaron a las tropas de Domingo de Monteverde; el 29 de agosto de ese mismo año, alcanzó la condición de oficial al ser ascendido a Subteniente.
Hasta junio de 1814 luchó al mando de Luciano D'Elhuyar en el asedio de Puerto Cabello con el grado de teniente, el cual le fue otorgado el 14 de marzo de ese año. Luego, emigra a Oriente por el avance del temido realista José Tomás Boves donde participó junto a los generales José Félix Ribas y José Francisco Bermúdez en la batalla de Aragua de Barcelona el 17 de agosto de 1814, así como también en las acciones de Los Colorados y finalmente en la fatal batalla de Urica, acción por la que se pierde la Segunda República de Venezuela.
La desbandada de los supervivientes es patética, Veroes es atrapado vagando por tierras guariqueñas y hecho prisionero el 15 de febrero de 1815, permaneciendo recluido en los presidios de Puerto Cabello y Cartagena de Indias hasta el 29 de noviembre de 1818, cuando logra escapar en un Bergantín inglés que lo dejó en Jamaica; llega a Riohacha en mayo de 1820 y se incorpora a la división del coronel Mariano Montilla. Con el grado de Capitán derrota a los españoles en Fonseca, Los Molinos, El Tablazo, Laguna Salada y Pueblo Nuevo, entrando triunfantes en Cartagena de Indias, el 22 de octubre de 1821, tras la capitulación del brigadier realista Gabriel Torres, lo que le valió el grado de teniente coronel. Tiempo después participa en la Rebelión de Santa Marta en 1823, que sumada a la derrota de las fuerzas navales de Ángel Laborde en el Combate naval del Lago de Maracaibo, el 24 de julio del mismo año, obligan al realista Francisco Tomás Morales a capitular el 3 de agosto de 1823.
Transferido al Perú el 1 de julio de 1824, tomó parte en el sitio y rendición de El Callao a las órdenes del general Bartolomé Salom (1825-1826), donde se había hecho fuerte el Mariscal del ejército español en ultramar y Virrey de Navarra José Ramón Rodil y Campillo, luego de la Batalla de Ayacucho, el 9 de diciembre de 1824. Salom dirige el asedio, y luego de resistir los ataques patriotas por casi 2 años, el valeroso jefe español capitula ante las fuerzas patriotas el 22 de enero de 1826; y Veroes por su participación en estos hechos, consigue el grado de Coronel graduado por órdenes de El Libertador Simón Bolívar, Presidente de Colombia, el 24 de julio de ese mismo año.

### De vuelta a su lugar de nacimiento
Veroes continuará prestando servicio en diversas guarniciones de Colombia, especialmente en la costa atlántica y en el istmo panameño para luego regresar a Bogotá hasta la disolución de la Gran Colombia, cuando regresó expulsado a Venezuela. El Gobierno del general José Antonio Páez le reconoció su rango y haberes militares, residenciándose en San Felipe hasta su muerte acaecida el 8 de enero de 1855.
Sus restos reposan en el Panteón Nacional de Venezuela desde el 16 de diciembre de 1942.